# Dactylolabis longicauda
Dactylolabis longicauda är en tvåvingeart. Dactylolabis longicauda ingår i släktet Dactylolabis och familjen småharkrankar.

## Underarter
Arten delas in i följande underarter:
- D. l. longicauda
- D. l. megastylata